# Hecalapona eruva
Hecalapona eruva är en insektsart som beskrevs av Delong och Freytag 1975. Hecalapona eruva ingår i släktet Hecalapona och familjen dvärgstritar. Inga underarter finns listade i Catalogue of Life.